# Streisîngeorgiu
Streisîngeorgiu (voorheen geschreven als Streisângeorgiu) (Hongaars: Sztrigyszentgyörgy) is een dorp in de regio Transsylvanië in het Roemeense district Hunedoara. Hier komen de rivier de Strei en de rivier Luncani samen. 
Streisîngeorgiu bezit een van de oudste kerken in Roemenië, uit de 11e eeuw, met fresco's uit 1313 (sommige delen uit 1408). 
In het dorp kwamen rond 1910 circa 260 Hongaarse Csángó-families uit Bukovina aan. Ze stichtten een rooms-katholieke kerk en maken tot op de dag van vandaag een derde van de bevolking uit. 